# 다카하시 노리오
다카하시 노리오(일본어: 高橋 範夫, 1971년 3월 15일 ~ )는 일본의 전 축구 선수이다.

## 구단 경력
과거 우라와 레즈, 베갈타 센다이, 사간 도스, 도쿠시마 보르티스에서 활동하였다.